# Брюэр, Лео
Лео Брюэр (англ. Leo Brewer; 13 июня 1919 — 22 февраля 2005) — американский физико-химик, известный своими исследованиями в области высокотемпературной термодинамики, материаловедения, металлических фаз, а также за развитие теории металлической связи. Брюэр стал основателем современной высокотемпературной химии.

## Биография

### Ранние годы и образование
Лео Брюэр родился в Сент-Луисе (штат Миссури), где его отец работал сапожником. Несмотря на такое скромное положение Брюэр смог стать одним из ведущих ученых мира в области высокотемпературной химии. С 1919 по 1929 год семья Брюэров жила в Янгстауне (штат Огайо), затем, во время Великой Депрессии, они переехали в Лос-Анджелес.
В 1940 году он закончил Калифорнийский технологический институт, где начал свои первые исследования, посвященные изучению равновесий и кинетики гидратации олефинов под руководством Д. Прессмана и Г. Лукаса. После получения диплома продолжил обучение в Калифорнийском университете в Беркли, где продолжил свои исследования по кинетике под руководством А. Олсена. Защитил степень доктора философии в 1942 году.

### Научная карьера
- С 1942 по 1945 Лео участвовал в Манхэттенском проекте, где занимался изучением высокотемпературных свойств нового элемента плутония.
- С 1943 по 1994 работал в Национальной лаборатории Лоуренса в Беркли.
- В 1959 году был избран в состав Национальной Академии Наук.

### Административная служба
- 1961—1975 директор отдела неорганических материалов в Национальной лаборатории Лоуренса в Беркли.
- В 1966 году он был выбран Академическим сенатом Калифорнийского университета в Беркли, чтобы вести ежегодные научные лекции.
- С 1988 года ушел на пенсию.

## Научные исследования

### Манхэттенский проект
В рамках Манхэттенского проекта Лео Брюэр исследовал фундаментальные химические свойства нового элемента плутония, доступного в следовых количествах. Он возглавил группу с Л. Бромли, П. Жилем и Н. Лофгреном, перед которой стояли следующие задачи. Проведение серии работ, описывающих поведение металлов, оксидов, галогенидов, и многих других соединений при высоких температурах. Вторая задача включала разработку тугоплавких сульфидов церия (Се), тория (Th) и урана (U). В результате этих исследований был получен новый материал, сульфид церия (CeS), который они назвали «impervium», и из которого изготовили несколько сотен тиглей для использования в Лос-Аламосской Национальной Лаборатории.

### Основные области исследований
Исследования Брюэра охватили широкий круг предметов. Его интересы касались высокотемпературной термодинамики, наук о материалах, металлических фаз и теории металлической связи. Несмотря на фундаментальный характер исследований, они имели практическое приложение.
Брюэр выявил, что при высоких температурах равновесие пара над CuCl состоит в основном из молекул Cu3Cl3 при нормальном давлении. Это простое наблюдение стало известно, как правило Брюэра. Он показал, что, когда пар и твердая фаза находятся в равновесии, при повышении температуры состав газовой фазы становится более сложным. Правило гласит:
Эндотермическое взаимодействие газа с твердой фазой возможно только, если число образующихся газовых молей больше или равно числу молей газа, вступающего в реакцию.
Много исследований Брюэра посвящено сравнению экспериментальных данных с значениями, предсказанными моделями химической связи. Примерами могут служить его демонстрации, что энтальпии образования C(г) и N(г) были гораздо больше, чем принятые значения. Подборка Брюэра по термодинамическим свойствам и фазовым диаграммам 101 бинарной системы молибдена дает множество примеров использования предсказывающих моделей, когда отсутствуют надежные экспериментальные данные.
Много трудов Брюэр посвятил характеристике термодинамических свойств при высоких температурах. Один из его сборников посвящен твердым, жидким, газообразным состояниям элементов и их оксидов от комнатной температуры до 3000 К. Термодинамические приложения этих данных были хорошо иллюстрированы во 2-м издании «Термодинамики» Г.Льюиса и М.Рэндалла, которое Л. Брюэр и К. Питцер дополнили в 1961 году.
Лео Брюэр провел широкий диапазон спектроскопических исследований при высокой температуре, и в матрице для фиксации термодинамических свойств высокотемпературных паров. С 1950 по 1970 он опубликовал многочисленные работы по анализу спектров, полученных для газообразных молекул при высокой температуре. После того, как Дж. Пайментел в университете Беркли разработал матрицу низкотемпературной изоляции, Брюэр произвел много работ, включающих спектры молекул в замороженной инертной матрице при высокой температуре. Он также интересовался электронным состоянием I2, и опубликовал несколько работ о его отличительных особенностях.
В дальнейших исследованиях Брюэр охарактеризовал сильные обобщенные взаимодействия кислот и оснований Льюиса между металлами платиновой группы, лантанидами, актинидами и переходными металлами.
После 1940-х годов, когда датский химик Н. Энгель предложил корреляцию между числом электронов проводимости и кристаллической структурой металлов, Брюэр подметил, что эта концепция включает природу d- и f-электронов и понятие кислотно-основного взаимодействия. Он попытался проверить эти идеи на практике: нагревая хлорид циркония (ZrCl) с благородным металлом платиной, он обнаружил, что при образовании ZrPt3 выделяется большое количество энергии, несмотря на стабильность, свойственную ZrCl. В течение нескольких лет Брюэр разработал теорию Брюэра-Энгеля для таких связей, и опубликовал много статей.

## Педагогическая деятельность
С 1946 года преподавал в Калифорнийском университете в Беркли курсы по неорганической и химии твердого тела, химии гетерогенного равновесия, лабораторные курсы по количественному и инструментальному анализу, неорганическому и органическому синтезу. Также вел курсы по химической термодинамике для студентов и преподавателей.
С 1955 года и на протяжении 60 лет был профессором Калифорнийского университета в Беркли, за это время он подготовил 41 кандидата и около 20 постдокторских научных сотрудников.

## Основные труды
Брюэр опубликовал около 200 статей в области термодинамики. В 1984 году его студенты и коллеги подготовили и опубликовали специальный сборник его статей, под названием «Современная высокотемпературная наука».

## Общественная и политическая деятельность
В дополнение к своей учебной работе Брюэр работал во многих комитетах. В конце Второй Мировой Войны он помог сформировать Ассоциацию атомщиков Северной Калифорнии. Он сыграл важную роль в создании комитета Национального исследовательского совета по высокотемпературной химии и организовал первую Научную конференцию в Гордоне по высокотемпературной химии. Лео Брюэр служил в Совете по материаловедению и в Отборочном комитете премии имени Ферми в Департаменте энергии. Он поддерживал тесные связи с Международным союзом теоретической и прикладной химии (IUPAC), Международным агентством по атомной энергии.

## Почести и награды
- Стипендия Гуггенхайма (1950)
- Премия имени Л. Х. Бакеланда Американского химического общества[англ.] за «инициативы, творчество, лидерство и настойчивость.»[12]. (1953)
- Избран членом Национальной академии наук США (1959)[13]
- Премия имени Э. О. Лоуренса[англ.] Комиссии по атомной энергии (1961)
- Палладиевая медаль[англ.][14] (1971)
- Избран членом Американской академии искусств и наук (1979)
- Премия имени У. Ю. Розери[англ.] Металлургического общества (1983)
- Премия имени Г. Б. Линфорда[англ.] Электрохимического общества, за выдающееся преподавание (1988)

## Семья
В 1945 году Брюэр женился на Роуз Стурго. В 1989 году, когда Брюэр вышел на пенсию, она умерла. У них было трое детей: Бэт, Роджер и Гейл и шесть внуков.

## Увлечения, хобби
В дополнение к своей научной работе, Брюэр проявлял острый интерес к калифорнийской флоре, уходу за садом и посещал природные заповедники на всей территории государства.
В 1965 году он стал одним из основателей Калифорнийского общества натуралистов, а позже разновидность Толокнянки обыкновенной Manzanita была названа в его честь «Manzanita Leo Breweri» за изучение и сохранение флоры Калифорнии.